# گئورگی گرچکو
گئورگی میخائیلویچ گرچکو (روسی: Георгий Михайлович Гречко; ۲۵ مه ۱۹۳۱ – ۸ آوریل ۲۰۱۷) فضانورد اهل اتحاد شوروی بود. وی که در ۲۵ مهٔ ۱۹۳۱ در لنینگراد زاده شد در سال ۱۹۵۵ از دانشکده مکانیک نظامی لنینگراد با درجه مهندس مکانیک فارغ‌التحصیل و جذب دفتر طراحی کارالیف شده و از افرادی به شمار می‌رود که در طراحی و پرتاب «اسپوتنیک-۱» نخستین ماهواره جهان نقش داشت. وی در مأموریت سایوز ۱۷, سایوز ۴ سایوز ۲۶, سالیوت ۶ ئی‌او-۱, سایوز ۲۷, سایوز تی-۱۴, سالیوت ۷ ئی‌پی-۵, سایوز تی-۱۳ حضور داشته است.
گرچکو به مدت دو سال دورهٔ آموزش و تمرین در گروه کیهان‌نوردان برای سفر به مدار ماه را انجام می‌داد که با تعطیل شدن برنامه، به کیهان‌نوردان ناو کیهانی سایوز پیوست. پس از آن، سال‌ها در کنار طراحی سامانه‌های فضایی با سمت فضانورد ذخیره ایفای نقش کرد.
نخستین پرواز فضایی او در ۱۱ ژانویه تا ۹ فوریه ۱۹۷۵ به عنوان مهندس سفینه سایوز-۱۷ در ایستگاه مداری سالیوت-۴ صورت گرفت و ۲۹ شبانه‌روز و ۱۳ ساعت و ۱۹ دقیقه و ۴۵ ثانیه طول کشید.
دومین پرواز فضایی را از ۱۰ دسامبر ۱۹۷۷ به همراه یوری راماننکو با سایوز-۲۶ در ایستگاه مداری سالیوت ۶ انجام داد و تا ۱۶ مارس ۱۹۷۸ به مدت ۹۶ شبانه روز و ۱۰ ساعت و ۷ ثانیه ادامه داشت.
وی که عضو حزب کمونیست اتحاد شوروی بود از اول مارس ۹۲ و پس از خارج شدن از گروه فضانوردان، به عنوان پژوهشگر ارشد دانشکده فیزیک جو آکادمی علوم روسیه فعالیت داشت. از او به عنوان «تاریخ زنده فضانوردی شوروی» یاد می‌شد. وی به همت سیروس برزو و بنا به دعوت فرهنگسرای ملل برای گشایش نمایشگاه انسان و فضا، دو بار به ایران سفر کرده بود. گرچکو در ۸ آوریل ۲۰۱۷ بر اثر حمله قلبی در سن ۸۵ سالگی درگذشت.
وی به دلیل کارهای با ارزشش در زمینه فناوری فضایی چندین مدال گرفته است که از جمله می‌توان به دو مدال طلایی قهرمان شوروی، سه نشان لنین، مدال ستاره طلایی قهرمان چکسلواکی، مدال طلایی گاگارین و مدال طلایی تسیولکوفسکی اشاره کرد.